# 1280
1280 (MCCLXXX) fue un año bisiesto comenzado en lunes del calendario juliano.

## Acontecimientos
- 23 de junio - Desastre de Moclín. Las tropas castellano-leonesas, compuestas principalmente por miembros de la Orden de Santiago, y comandadas por Gonzalo Ruiz Girón, Maestre de la Orden de Santiago, y por el infante Sancho IV de Castilla, que no tomó parte en la batalla, fueron derrotadas por las tropas musulmanas de Muhammad II de Granada, rey de Granada.
- Se funda la aldea "Legamo", actual Leganés (Madrid), en España durante el reinado de Alfonso X El Sabio.

## Nacimientos
- Guillaume Bélibaste, último perfecto cátaro.
- Sancho Pérez de Paz (1280-1314). Hijo ilegítimo del infante Pedro de Castilla y nieto de Alfonso X el Sabio.

## Fallecimientos
- 15 de noviembre - San Alberto Magno, teólogo y filósofo
- Gonzalo Ruiz Girón. Maestre de la Orden de Santiago. Falleció como consecuencia de las heridas recibidas en el Desastre de Moclín.